# Helen-Doron-Methode
Die Helen-Doron-Methode, entwickelt von der Linguistin und Erzieherin Helen Doron, war eine der ersten Methoden für den frühen Spracherwerb der englischen Sprache weltweit. Seit 1986 können  Kleinkinder ab dem 3. Monat mit dieser Methode Englisch erlernen wie ihre eigene Muttersprache. Bis zum Jahre 2009 hatten eine Million Kinder mit diesem System Englisch gelernt.
Die Lernprogramme, welche die Lehrer dieser Methode nutzen, basieren auf einem Kurrikulum, das 16 Jahre umfasst, für Kinder vom 3. Monat bis zum 18. Lebensjahr. Die Kurse sind sowohl für kleine Nachmittagsgruppen als auch für Kindergärten und Grundschulklassen konzipiert. In der Helen-Doron-Methode werden Spiele, Geschichten, Arbeitsbücher, Illustrationskarten, eigens geschriebene Lieder und Musik-CDs eingesetzt, um das gesprochene Englisch, die Aussprache, die Grammatik, das Vokabular und das Lesen und Schreiben für die älteren Kinder zu üben und zu verstärken.

## Geschichte
Helen Doron fing mit der Entwicklung dieser Methode an, als sie für ihre eigenen Kinder nach geeigneten Praktiken für den Geigenunterricht suchte. Sie war fasziniert von der  Suzuki-Methode zum Erlernen der Geige, die sich durch eine enge Verbindung zwischen dem Erlernen von Musik und dem Erlernen von Sprachen auszeichnet.   Suzuki nannte seine Methode den „muttersprachlichen Ansatz“. Von Hause aus Linguistin und Erzieherin, verstand Helen Doron die Wichtigkeit dieses Prinzips für das Lehren der englischen Sprache, verbunden mit den Idealen der Ermutigung und Bestärkung.
Diese wurden die ersten Bausteine der Helen-Doron-Methode für Frühenglisch (Helen Doron: Early English Methode). Einen weiteren Einfluss für die Begründung der Helen-Doron-Methode in Bezug auf das Beschleunigen der Entwicklung und die Vervielfältigung der Intelligenz des Babys nahmen die Lehren von Glenn Doman – bekannt als die Doman-Methode – und sein Institut für das Erreichen des menschlichen Potentials (Institute for the Achievement of Human Potential).
1985 baute Doron ihre Englisch-Lehrmethode weiter aus, indem sie ihre selbstgeschriebenen Lieder, Reime und Geschichten nutzte, um Kindern aus Ländern, in denen kein Englisch gesprochen wird, diese Sprache zu lehren. Die Helen-Doron-Methode bietet eine englischsprachige Umgebung, welche den natürlichen Prozess des muttersprachlichen Lernens imitiert. Im deutschsprachigen Raum gibt es ca. 150 Lernzentren sowie  1.500 ausgebildete Helen Doron Early English Lehrer, die die Methodik von Helen Doron nicht nur vermitteln, sondern auch einen Beitrag zu deren Weiterentwicklung leisten.

## Kritik
Mehreren Studien zufolge ist Fremdsprachenunterricht im Kleinkindalter wirkungslos, oder mindestens nicht nötig, da bei den Kindern später kein Lernvorsprung messbar ist. Die Autoren Julia Heilmann und Thomas Lindemann schreiben: „Die aktuelle Forschung sagt zu der Fremdsprachen-Frühförderung letztlich nur eins: Geldverschwendung. Die Journalistin Claudia Jacobs hat in ihrem Buch Die populärsten Irrtümer über das Lernen einige Expertenmeinungen bezüglich des wöchentlichen Englischunterrichts für Vorschulkinder zusammengetragen: »Methodisch völlig absurd«, urteilt ein Forscher vom Magdeburger Leibniz-Institut für Neurobiologie. Der Direktor des Max-Planck-Instituts für Psycholinguistik sagt sogar: »Der Effekt des Grundschulenglisch ist gleich null.« Wenn Kinder, die schon früh mit Englischlernen begonnen haben, mit denen zusammen unterrichtet werden, die erst mit zehn anfangen, hebt sich der Vorsprung der Früh- geförderten in kurzer Zeit auf.“